# Escudo de Bárcena de Cicero
El escudo de Bárcena de Cicero es uno de los símbolos del ayuntamiento de Bárcena de Cicero (Cantabria), junto a su bandera. Dicho escudo queda organizado de la manera siguiente: escudo de oro, una cruz ensanchada y hendida de azur, cantonada de cuatro estrellas de gules, todo sobre ondas. El escudo se timbra con la corona real española. La cruz refleja la dependencia del Monasterio de Oña, vinculado a la Orden Militar de San Juan, durante la Edad Media. Las cuatro estrellas representan a las villas que componían la Hermandad de las Cuatro Villas: San Vicente de la Barquera, Santander, Laredo y Castro-Urdiales; que se reunieron en Bárcena de Cicero desde el año 1455 hasta el siglo XVIII. Las ondas representan el carácter costero del municipio.
El escudo fue adoptado en sesión plenaria celebrada por el ayuntamiento el día 12 de marzo de 1997 siendo autorizado por el Consejo de Gobierno de Cantabria el día 23 de junio de 1998, previo informe favorable emitido por la Real Academia de la Historia.